# Майерхоф, Франц
Франц Майерхоф (нем. Franz Mayerhoff; 17 января 1864, Хемниц — 7 декабря 1938, Хемниц) — немецкий музыкальный педагог и композитор.
Окончил Лейпцигскую консерваторию (1883). Работал дирижёром в театрах Любека, Мемеля и Тильзита, затем вернулся в Хемниц. С 1888 г. кантор в церкви Святого Петра, с 1898 г. — в хемницком кафедральном соборе Святого Иакова. С 1911 г. профессор. В 1915—1920 гг. работал в Лейпциге, возглавляя Riedel-Verein — исполняющий духовную музыку хоровой коллектив, основанный Карлом Риделем.
Опубликовал учебник инструментовки (нем. Instrumentenlehre; 1909), автор симфонии, нескольких кантат, хоровых и вокальных сочинений. Наибольший резонанс имел сочинённый Майерхофом в 1915 году на стихи Эрнста Лиссауэра «Гимн ненависти к Англии» (нем. Hassgesang gegen England) Op. 39 No. 1 для мужского хора, широко распространявшаяся по всей Германии на волне милитаристского угара Первой мировой войны.